# Les Lunettes d'or
Pour plus de détails, voir Fiche technique et Distribution.
Les Lunettes d’or (titre original : Gli occhiali d’oro) est un film italien réalisé par Giuliano Montaldo, sorti en 1987, coproduction italo-franco-yougoslave, d'après l'œuvre de Giorgio Bassani. En 1988, il a obtenu le prix David di Donatello pour la musique de la bande originale du film composée par Ennio Morricone.

## Synopsis
1938 : le docteur Fadigati, un respectable médecin de Ferrare, est insensiblement amené à se suicider en raison de son amour jugé « coupable » envers un jeune homme qui l'exploite. Seul Davide Lattes, un jeune homme d'origine juive, comprend sa tristesse et son désarroi car lui-même est en butte à la discrimination. Ce que l'on appelle la bonne société, cruelle, hypocrite et timorée, poussera Fadigati au désespoir. 
Ce film est adapté d'une nouvelle de Giorgio Bassani, originaire de Ferrare, qui s'inspira d'un fait réel pour cette réflexion sur la solitude.

## Fiche technique
- Titre : Les Lunettes d’or
- Titre original : Gli occhiali d'oro
- Réalisation : Giuliano Montaldo
- Scénario : Nicola Baladucco, Antonella Grassi et Giuliano Montaldo, Enrico Medioli et Valerio Zurlini (scénario original), d'après une œuvre de Giorgio Bassani
- Photographie : Armando Nannuzzi
- Montage : Alfredo Muschietti
- Musique : Ennio Morricone
- Sociétés de production : L.P. Film, Paradis Films, Avala Film
- Pays d'origine :  Italie,  France,  Yougoslavie
- Langue : italien
- Format : Couleur - Son : Mono
- Genre : drame
- Durée : 110 minutes
- Dates de sortie : 
  - Italie : 24 septembre 1987
  - France : 4 novembre 1987
  - Belgique : 10 novembre 1988

## Distribution
- Philippe Noiret : le docteur Athos Fadigati
- Rupert Everett : Davide Lattes
- Stefania Sandrelli : Mme Lavezzoli
- Valeria Golino : Nora Treves
- Roberto Herlitzka : le professeur Amos Fadigati
- Nicola Farron : Eraldo